# Sébastien Bassong
Sébastien Aymar Bassong Nguena (Párizs, 1986. július 9. –) francia születésű, kameruni válogatott labdarúgó, aki jelenleg a görög Volos játékosa.

## Válogatott
| Válogatott | Szezon   | Mérkőzés | Gól |
| ---------- | -------- | -------- | --- |
| Kamerun    |          |          |     |
| 2009       | 2        | 0        |     |
| 2010       | 9        | 0        |     |
| 2011       | 3        | 0        |     |
| 2012       | 0        | 0        |     |
| 2013       | 0        | 0        |     |
| 2014       | 0        | 0        |     |
| 2015       | 2        | 0        |     |
| 2016       | 0        | 0        |     |
| Összesen   | Összesen | 16       | 0   |